# Kościół św. Szczepana w Breisach am Rhein
Kościół św. Szczepana (niem. Stephansmünster, alem. Stephansmünschder) – rzymskokatolicki, romańsko-gotycki kościół parafialny noszący tytuł honorowy Münster, znajdujący się w niemieckim mieście Breisach am Rhein.

## Historia
Za czasów rzymskich na tym wzgórzu znajdował się rzymski fort, istniejący pod koniec IV wieku. Nie znaleziono fundamentów kościoła z czasów Merowingów czy Karolingów, lecz fakt sprowadzenia do miasta relikwii śś. Gerwazego i Protazego w 1064 roku pozwala sądzić, że stała tu wówczas świątynia. Kościół w Breisach wzmiankowany jest w roku 1143. 
Budowę późnoromańskiej świątyni rozpoczęto w wieku XII. W XV wieku nastąpił zwrot w kierunku gotyku, w 1473 przebudowano romańskie filary, a następnie wzniesiono nowe prezbiterium oraz sklepienia żebrowe. W 1496 lub 1500 roku wybudowano ażurowe lektorium, a w latach 1523–1526 wykonano ołtarz główny.
Kościół został zrujnowany w 1945 roku wskutek działań wojennych, lecz większość najcenniejszego zabytkowego wyposażenia nie została zniszczona. Prace rekonstrukcyjne wspomagane przez władze francuskie ukończono w 1961 roku.

## Architektura
Kościół ma formę trójnawowej bazyliki. Korpus nawowy i transept są późnoromańskie, a prezbiterium z absydą – gotyckie. Południowe ramię transeptu jest krótsze niż północne – jego długość jest podyktowana położeniem przy skarpie oraz na fundamentach rzymskiego fortu. Jedno przęsło nawy głównej odpowiada dwóm przęsłom naw bocznych. Arkady naw są ostrołukowe, a otwory okienne romańskiej części wieńczą łuki pełne. Dwie wieże dostawiono do ścian prezbiterium.

## Wyposażenie
Fresk Sąd Ostateczny wykonał w latach 1488–1491 Martin Schongauer. Wnętrze zdobi również relikwiarz autorstwa Petera Berlina z 1496 z kośćmi śś. Gerwazego i Protazego. 
W prezbiterium ustawiono drewniany ołtarz szafiasty z lat 1523–1526, sygnowany inicjałami H.L. Według legendy został on wykonany przez Hansa Liefrinka, który chciał wyjść za córkę miejskiego radnego Ruffachera. Warunkiem było wybudowanie ołtarza wyższego, niż sam kościół. Artysta rozwiązał ten problem, wykrzywiając jego iglicę w kierunku nawy, inspirując się napotkaną wygiętą różą. Predellę zdobią figury ewangelistów, w centralnym polu ołtarza ulokowano scenę koronacji Matki Bożej. W prawym skrzydle umiejscowiono figury śś. Szczepana i Wawrzyńca, a w lewym – Gerwazego i Protazego. Pod iglicą ustawiono rzeźbę Świętej Anny Samotrzeciej w otoczeniu śś. Witalisa i Walerii oraz grających aniołów. Ołtarz odrestaurowano w 1984 roku.
Drewnianą ambonę wykonał w 1567 roku cieśla Johannes Seger.
Przed 1730 rokiem organy znajdowały się na lektorium. Ostatnie przedwojenne organy wykonano w 1931 roku w warsztacie Xavera Möncha w Überlingen, lecz zostały one zniszczone wskutek pożaru wywołanego działaniami wojennymi. Obecny instrument wykonano w 1963 roku w zakładzie Johannes Klais Orgelbau w Bonn, odremontował go w 2000 roku organmistrz Wolfram Stützle z Waldkirch. Prócz niego we wnętrzu znajdują się również drugie, mniejsze organy.
Na wieżach kościoła zawieszonych jest łącznie dziesięć brązowych dzwonów. Dane instrumentów:
| Nr | Waga    | Średnica | Ton  | Rok odlania | Ludwisarnia           |
| -- | ------- | -------- | ---- | ----------- | --------------------- |
| 10 | 160 kg  | 69 cm    | f"   | 2018        | Bachert, Neunkirchen  |
| 9  | 213 kg  | 69 cm    | es"  | 1959        | Hiremias Nirnberger   |
| 8  | b.d.    | b.d.     | des" | 2019        | Bachert, Neunkirchen  |
| 7  | 766 kg  | 103 cm   | b'   | 1583        | Hiremias Nirnberger   |
| 6  | 1153 kg | 118 cm   | as'  | 1350        | Bazylea               |
| 5  | 921 kg  | 114 cm   | ges' | 2012        | Bachert, Karlsruhe    |
| 4  | 1165 kg | 121 cm   | f'   | 1623        | Stephanus Moilot      |
| 3  | 1494 kg | 136 cm   | es'  | 2011        | Bachert, Karlsruhe    |
| 2  | 2093 kg | 146 cm   | des' | 1491        | mistrz Georius, Spira |
| 1  | 3850 kg | 183 cm   | b0   | 2011        | Bachert, Karlsruhe    |

## Galeria

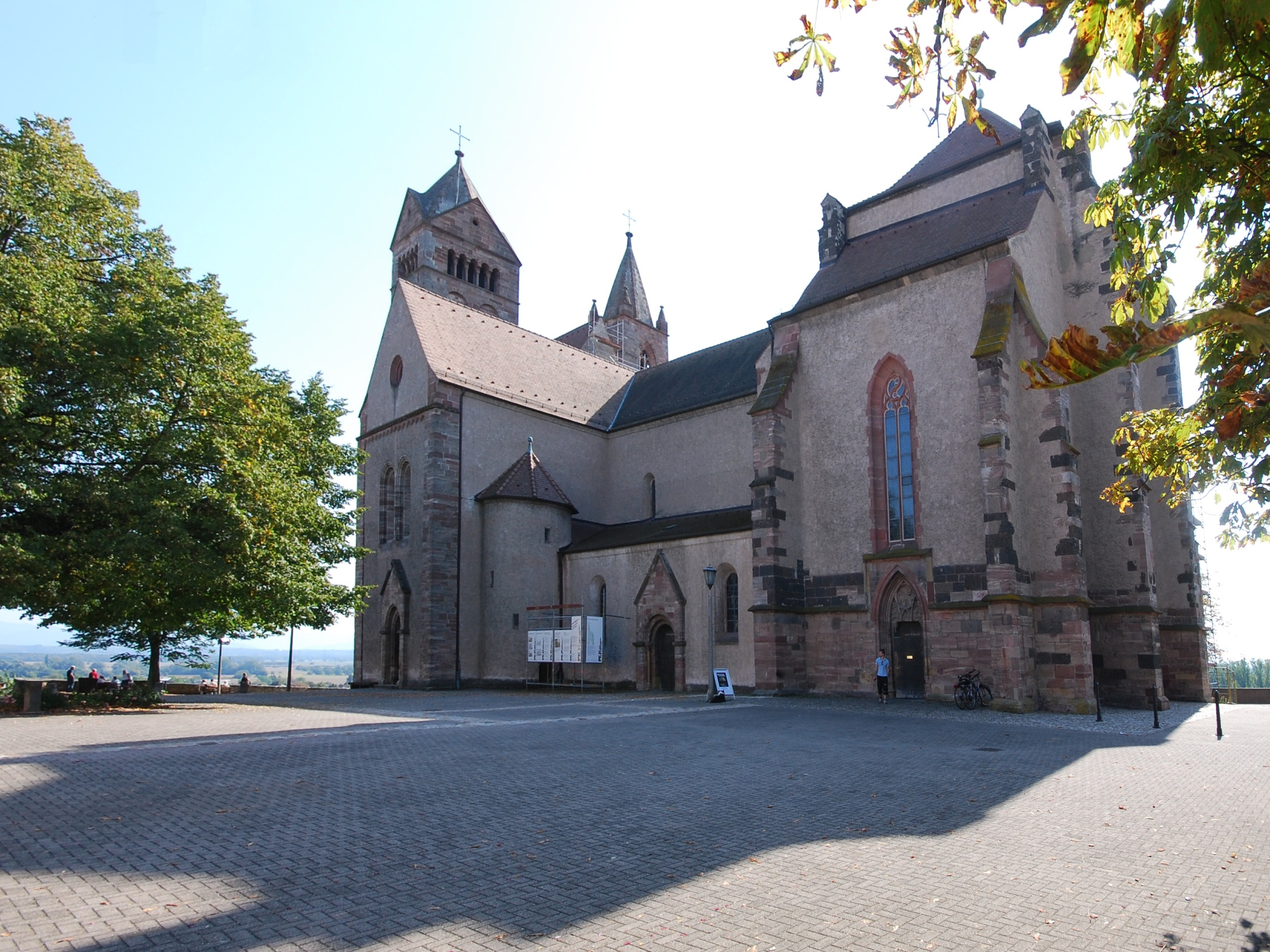
Widok z północnego zachodu
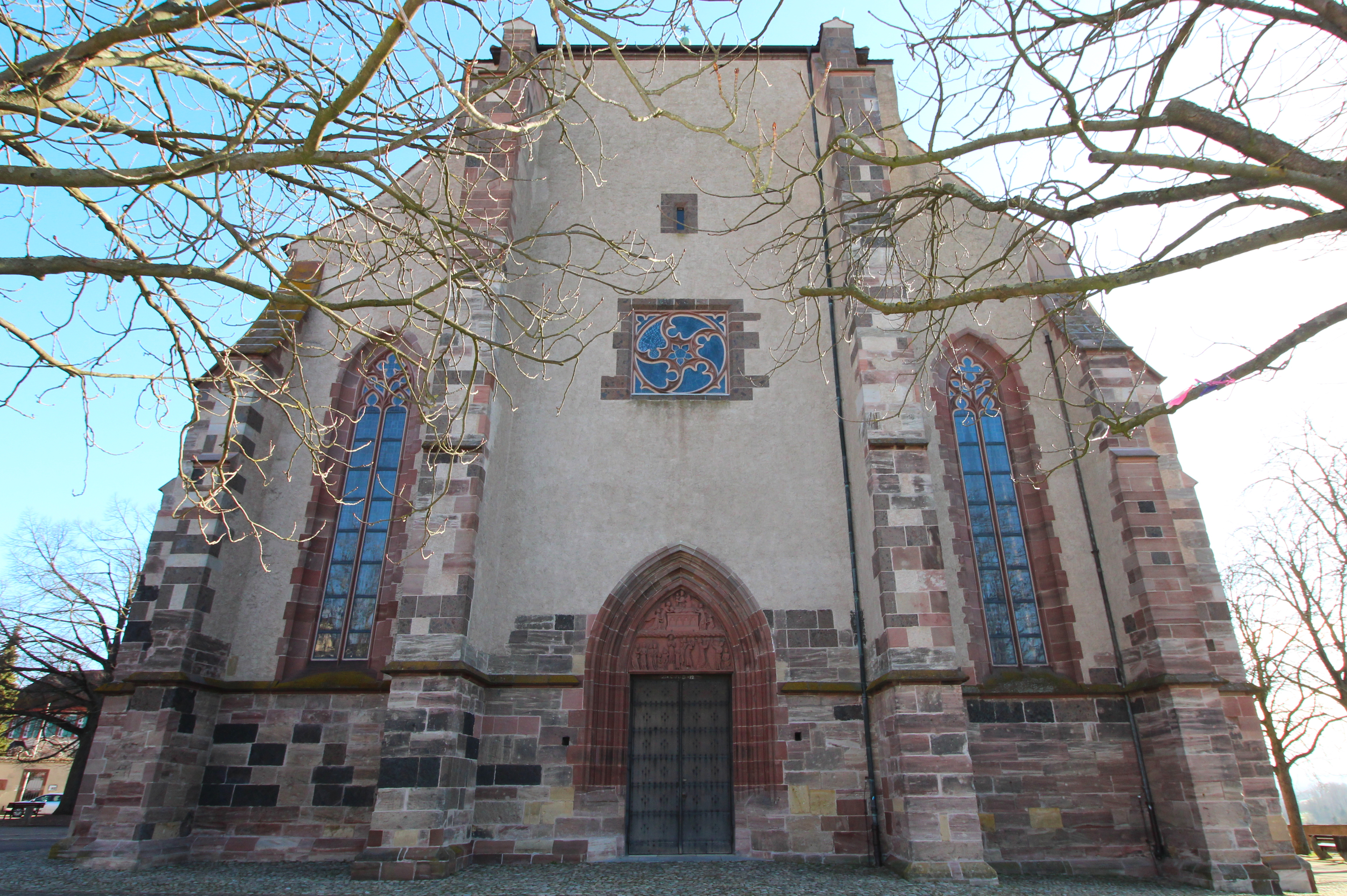
Fasada
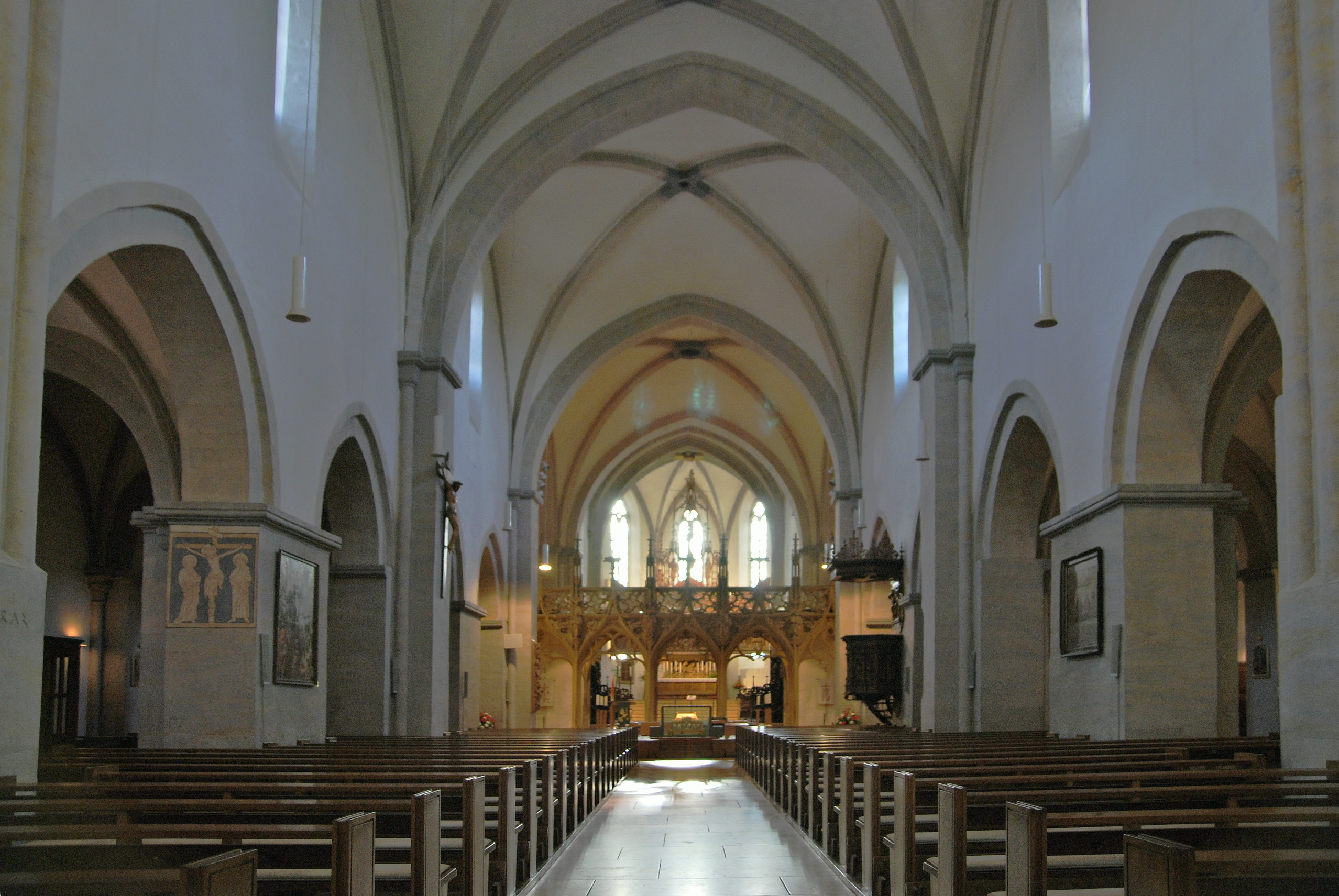
Wnętrze
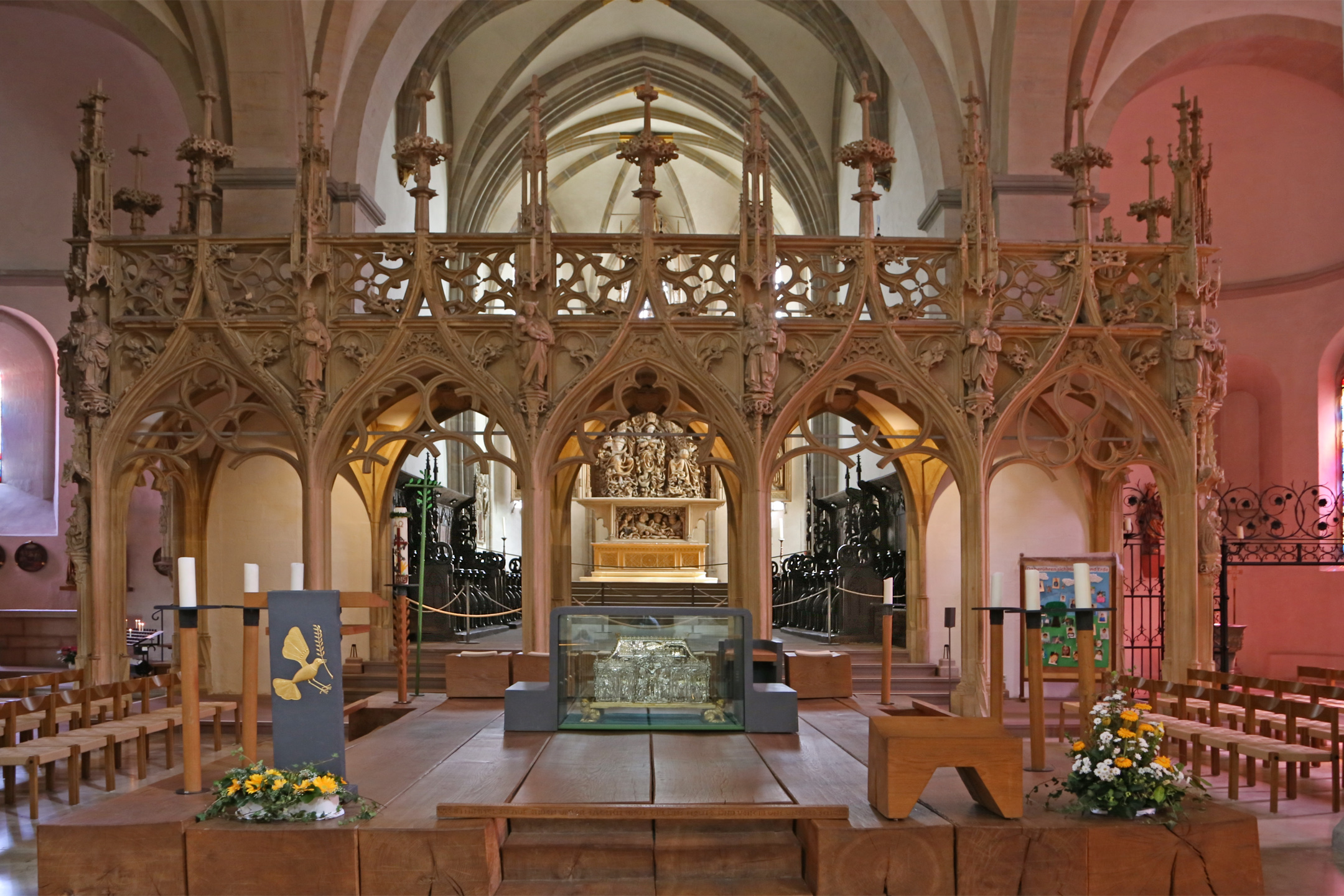
Lektorium
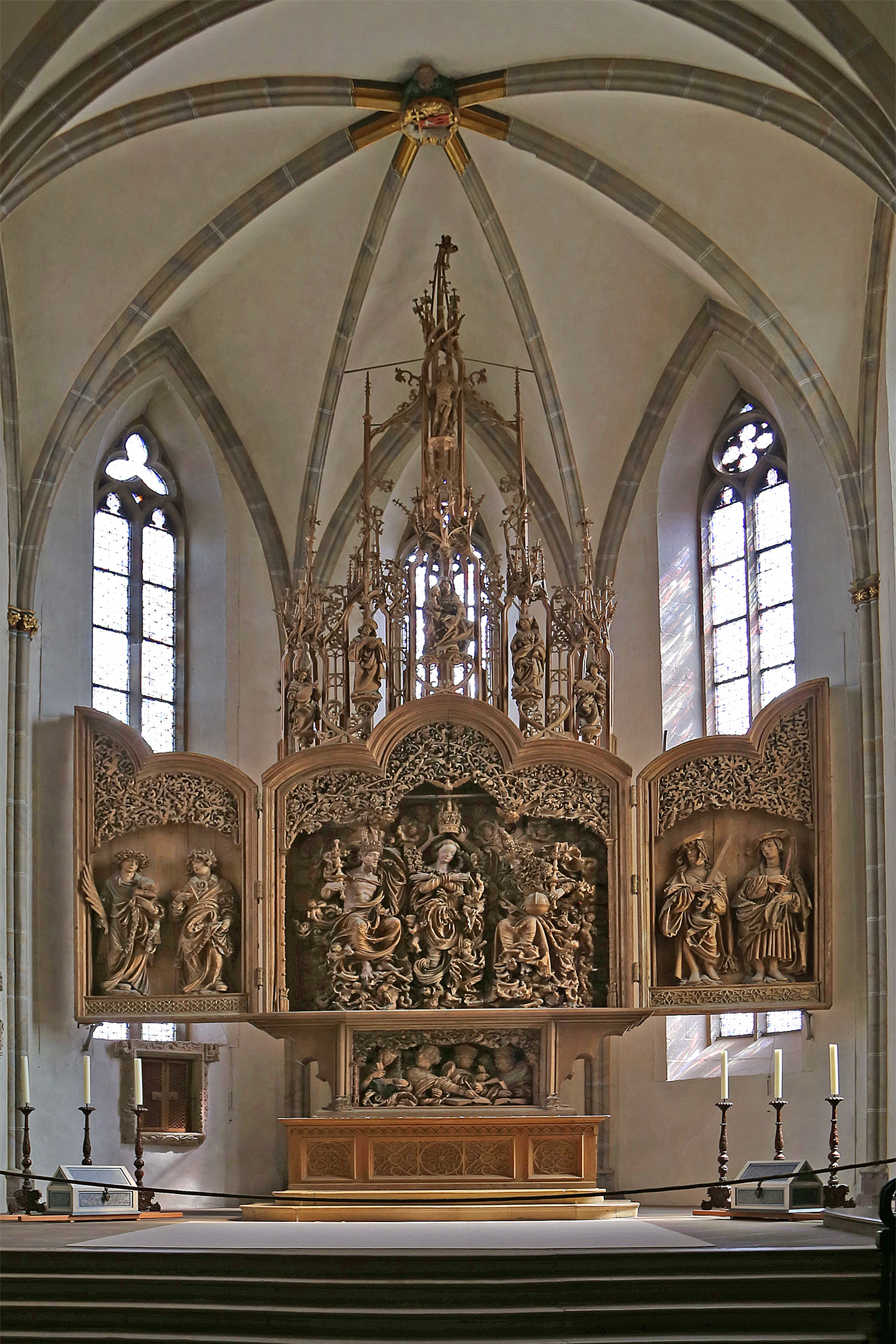
Ołtarz szafiasty
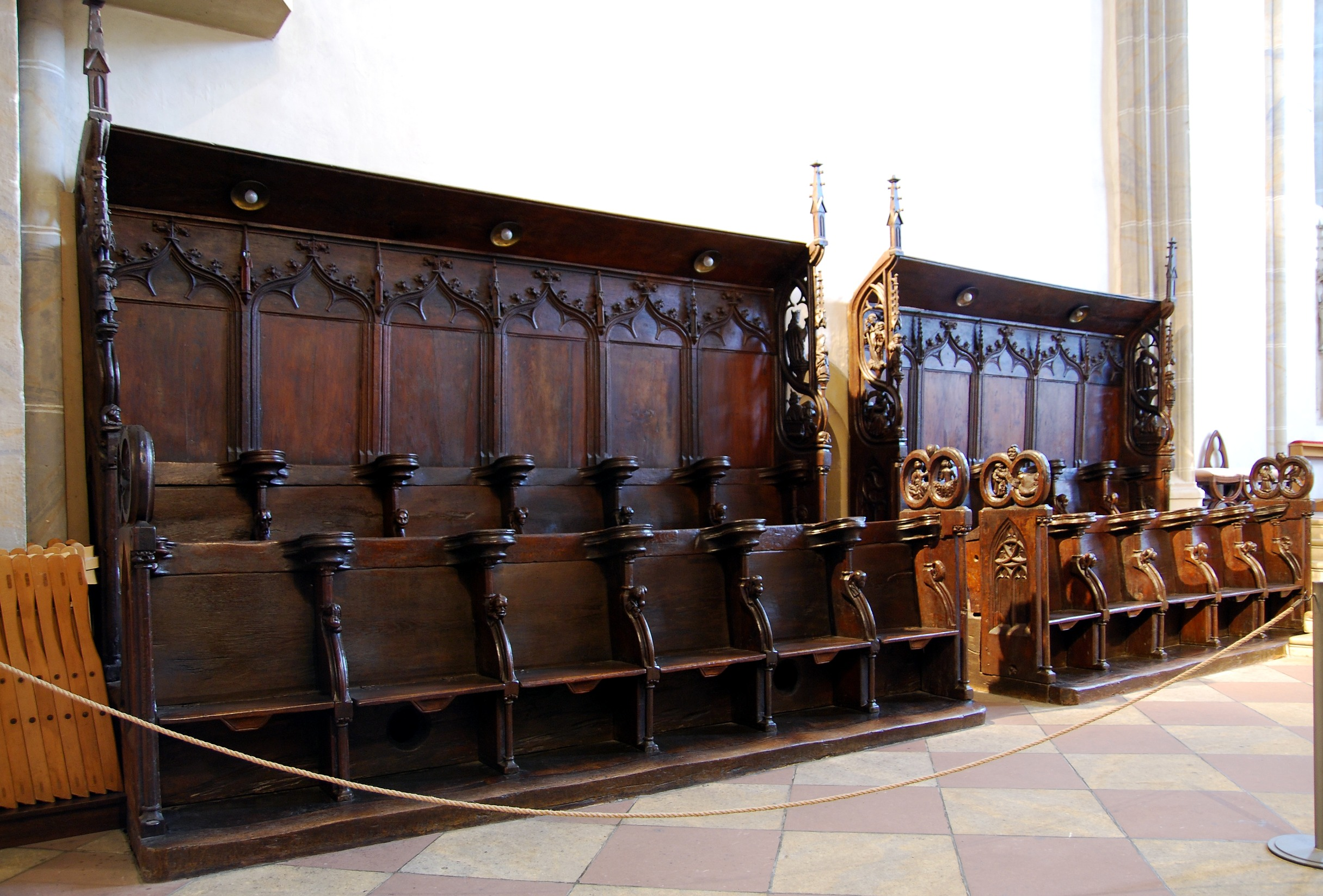
Stalle
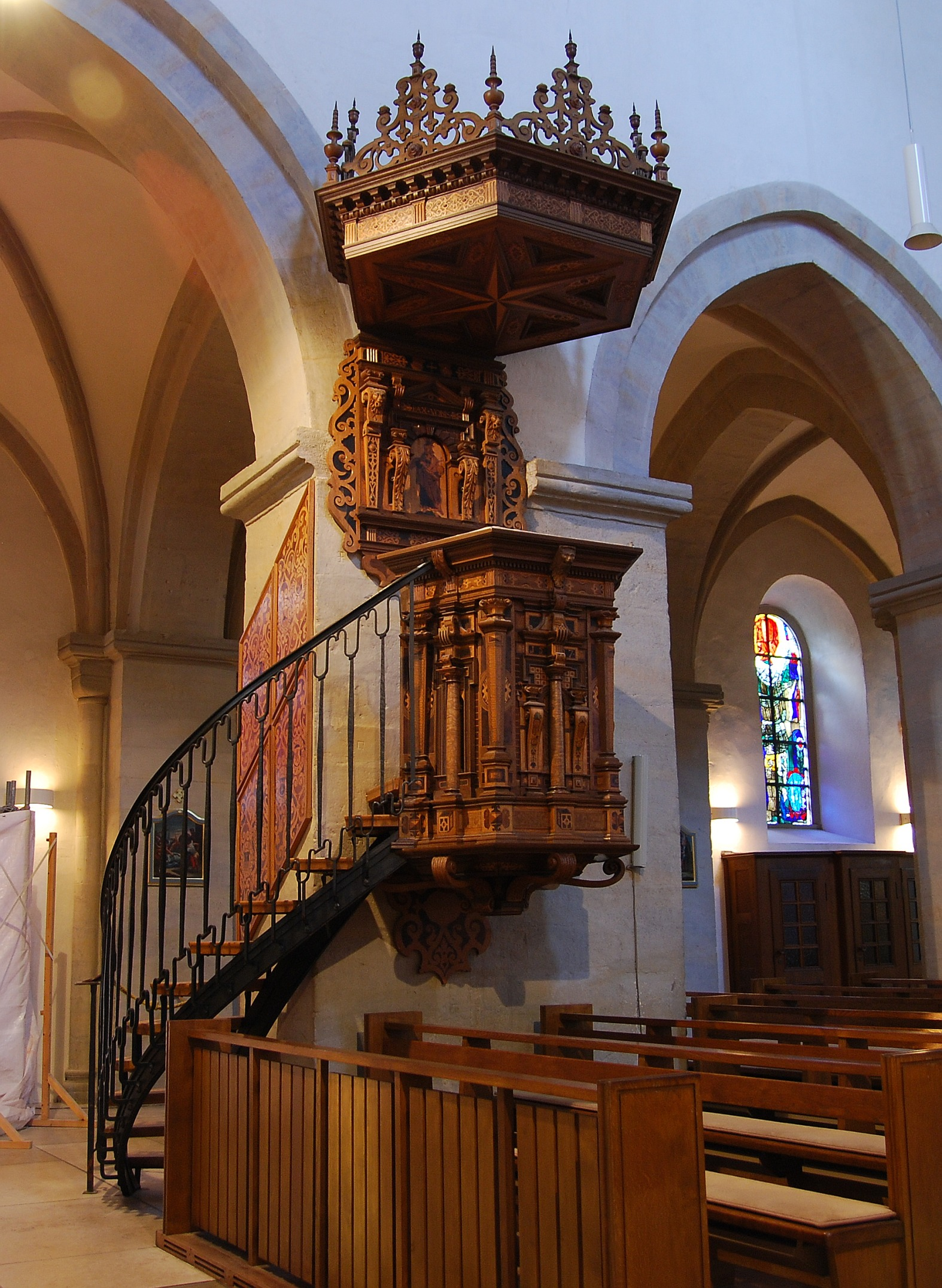
Ambona
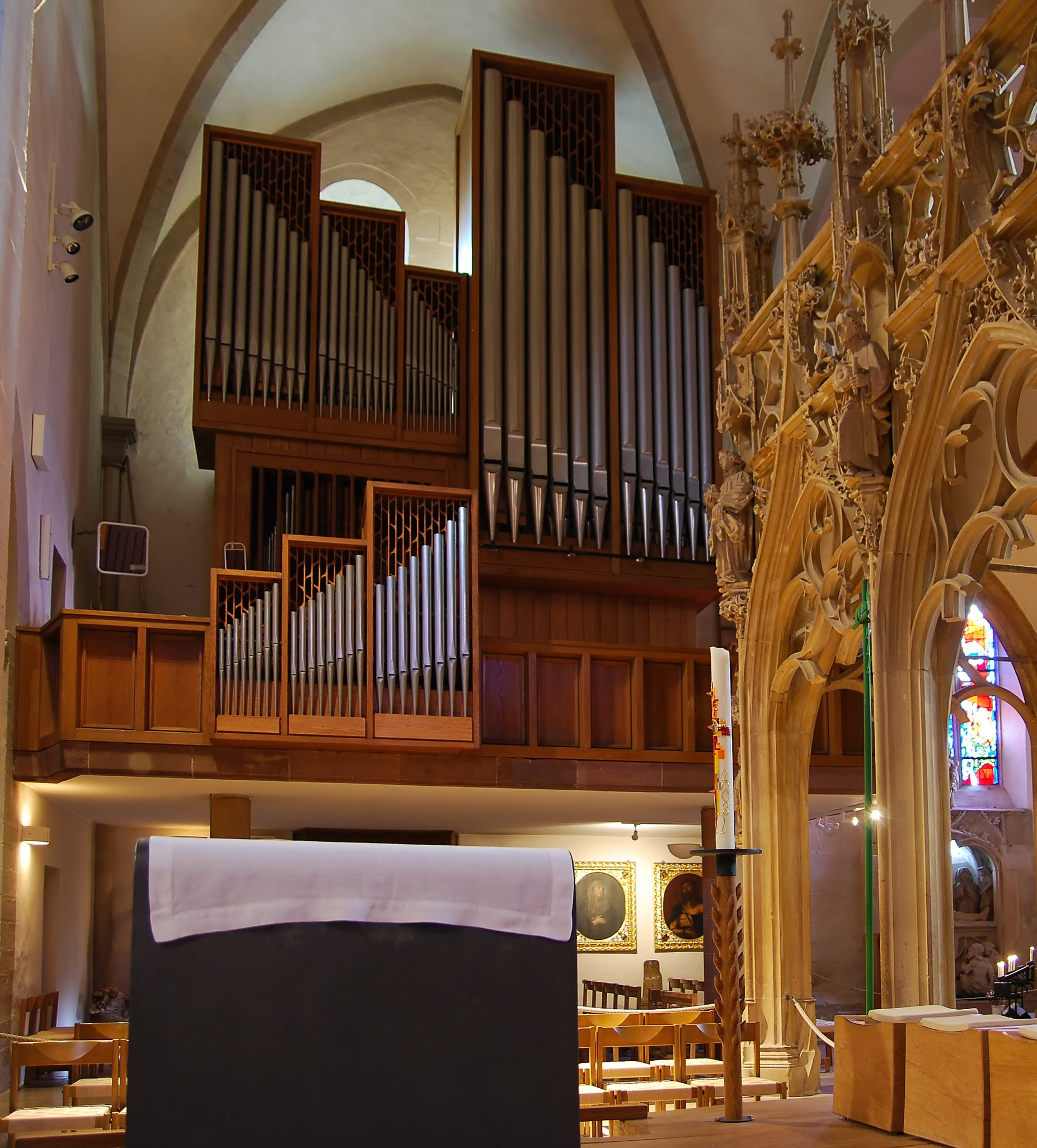
Organy
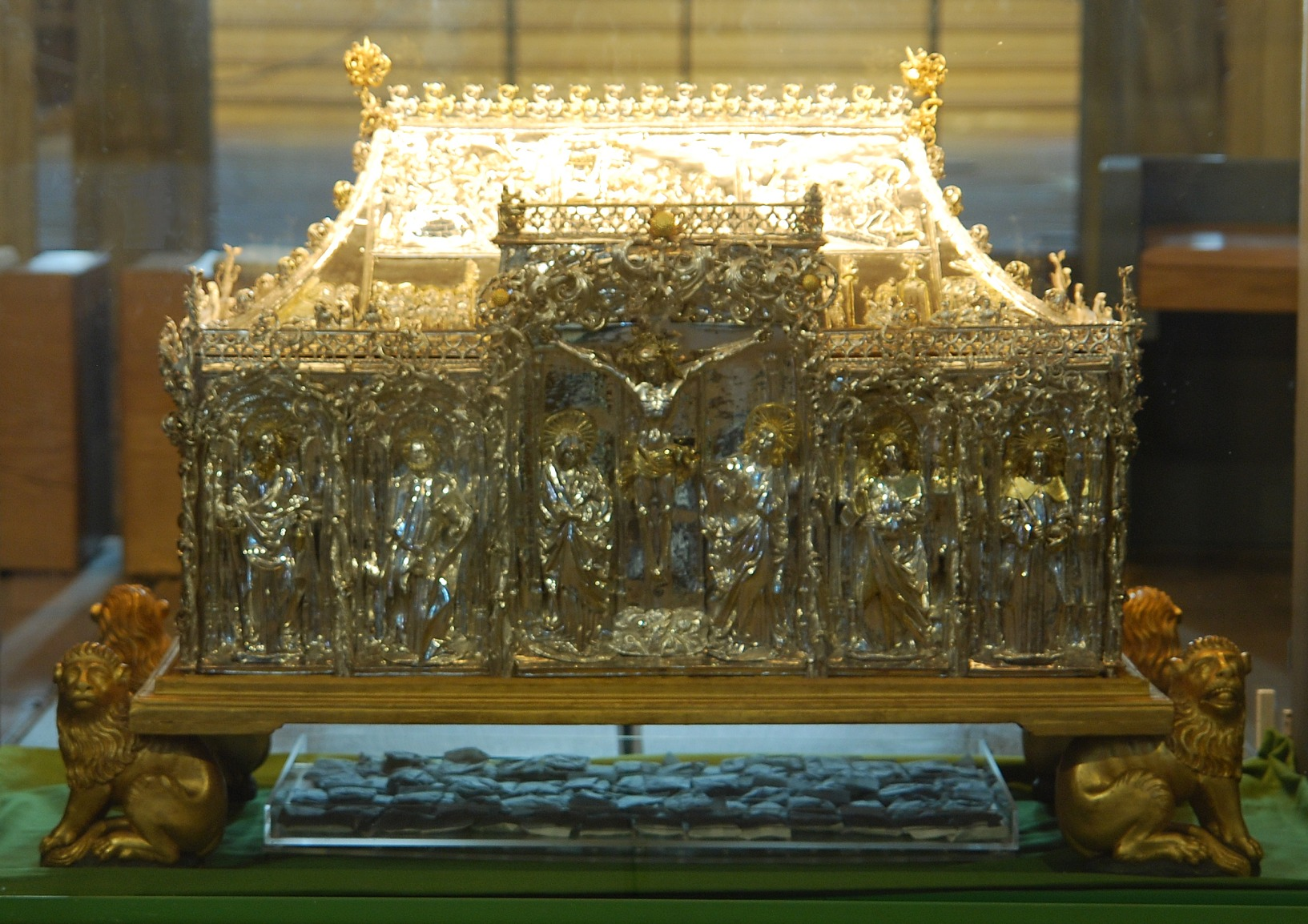
Relikwiarz śś. Gerwazego i Protazego